# Gul trampört
Gul trampört (Polygonum ramosissimum) är en slideväxtart som beskrevs av André Michaux. Gul trampört ingår i släktet trampörter, och familjen slideväxter. Arten har ej påträffats i Sverige.

## Underarter
Arten delas in i följande underarter:
- P. r. prolificum
- P. r. ramosissimum